# مزرس (دشت سر)
مزرس (بالفارسية: مزرس) هي قرية تقع في إيران في قسم دشت سر الريفي. يقدر عدد سكانها بـ 512 نسمة بحسب إحصاء 2016.